# Allegan
Allegan est une cité située dans l’État américain du Michigan. Elle est le siège du comté d'Allegan. Sa population est de 4 838 habitants.